# Alessandro Borghi
Alessandro Borghi (Roma, 19 de setembre de 1986) és un actor italià. Ha treballat en més de vint pel·lícules d'ençà l'any 2006. És part del repartiment principal tant de la pel·lícula com de la sèrie Suburra.
L'any 2019 va guanyar el premi David di Donatello al Millor Actor pel seu paper com a Stefano Cucchi, mort com a resultat de brutalitat policial, a la pel·lícula Sulla mia pelle.

## Filmografia

### Cinema
| Any  | Títol               | Funció                     | Notes |
| ---- | ------------------- | -------------------------- | --- |
| 2011 | Cinque              | Emiliano                   | |
| 2013 | Roma criminale      | Marco Lanzi                | |
| 2014 | Di tutti i colori   |                            | |
| 2015 | Non essere cattivo  | Vittorio                   | Nominat al David di Donatello al Millor Actor                                                                |
| 2015 | Suburra             | Aureliano «Número 8» Adami | Nominat al David di Donatello al Millor Actor de Repartiment                                                 |
| 2016 | Il più grande sogno | Boccione                   | Nastro d'Argento al Millor Actor de Repartiment                                                              |
| 2016 | Ningyo              | Home                       | Curtmetratge                                                                                                 |
| 2017 | Dalida              | Luigi Tenco                | |
| 2017 | Fortunata           | Chicano                    | Nastro d'Argento al Millor Actor de Repartiment Nominat al David di Donatello al Millor Actor de Repartiment |
| 2017 | Napoli velata       | Andrea Galderisi / Luca    | Nominat al David di Donatello al Millor Actor                                                                |
| 2017 | The Place           | Fulvio                     | |
| 2018 | Sua mia pelle       | Stefano Cucchi             | Premi David di Donatello al Millor Actor                                                                     |
| 2019 | Il primo re         | Rem                        | |
| 2021 | Supereroi           | Marco                      | |
| 2021 | Mondocane           | Testacalda                 | |
| 2022 | The Hanging Sun     | John                       | |
|      | Le otto montagne    | Bruno                      | |
| 2023 | Delta               | Elia                       | |

### Televisió
| Any(s)    | Títol                                     | Funció                     | Notes                           |
| --------- | ----------------------------------------- | -------------------------- | ------------------------------- |
| 2006      | Distretto di polizia                      | Martino Benzi              | Episodi: "Un gesto disperato"   |
| 2007      | Io e mamma                                | Valerio Leccisi            | Televisiu miniseries            |
| 2008      | RIS Delitti Imperfetti                    | Luciano Orlandi            | Episodi: "Il mistero del bosco" |
| 2009      | Don Matteo                                | Enrico Mastroianni         | Episodi: "Numeri primi"         |
| 2010      | Augustine: La Decadència de l'Imperi Romà | Camillus                   | Televisiu miniseries            |
| 2010      | Romanzo criminale - La serie              | Marcello                   | Episodi 7                       |
| 2011      | Caccia al Re - La narcotici               | Carlo                      | Episodi 1                       |
| 2011      | Rex                                       | Edoardo Rovati             | Episodi: "Vendetta"             |
| 2012–2013 | L'isola                                   | Sebastiano                 | Funció principal, 8 episodis    |
| 2013      | Ultimo - L'occhio del falco               | Perdonavides jove          | Minisèrie                       |
| 2013      | Che Dio ci aiuti                          | Riccardo Manzi             | 8 episodis                      |
| 2015      | Squadra Mòbil                             | Giulio                     | 4 episodis                      |
| 2015      | No uccidere                               | Graziano Borghi            | Episodi 3                       |
| 2017-2020 | Suburra. La serie                         | Aureliano «Número 8» Adami | 18 episodis                     |
| 2020      | Devils                                    | Massimo Ruggero            |                                 |
| 2024      | Supersex                                  | Rocco Siffredi             | Minisèrie                       |